# 愛西市立立田中学校

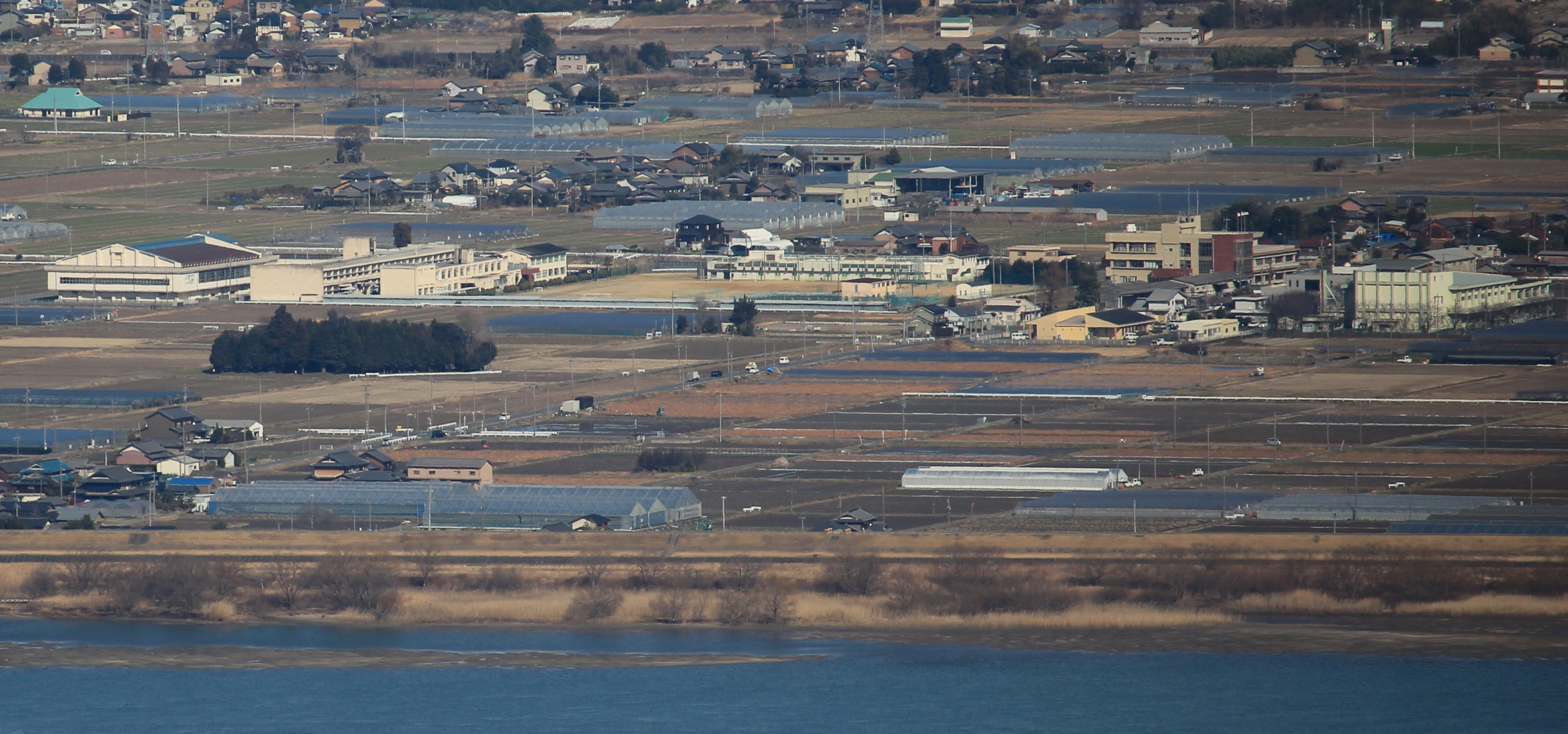
養老山地の多度山から望む立田中学校（手前は木曽川）

愛西市立立田中学校（あいさいしりつ たつたちゅうがっこう）は、愛知県愛西市石田町宮東にある公立中学校。1947年に立田村立立田中学校として設立、2005年の市町村合併に伴って愛西市立へと移行した。

## 概要
略称は「立中（たっちゅう）」あるいは「立田中（たつたちゅう）」。学区は旧立田村全域で、立田北部小学校と立田南部小学校および福原分校の卒業生が進学する。
1994年（平成6年）に完成した新体育館や、1999年（平成11年）に完成した50メートルプールがあり、部活動の地区大会の会場として利用されることも多い。
また、古くから毎年10月に行われる愛西市の立田地区体育大会（旧・立田村民体育大会）の会場として利用されている。

## 沿革
- 1947年（昭和22年） - 立田村立立田中学校が設立される。
- 2005年（平成17年） - 市町村合併に伴い愛西市立へ移行。

## 教育目標
「知・徳・体」を教育目標としている。

## 部活動
水泳部は1953年（昭和28年）に400メートル自由形リレーで全国ジュニア1位を獲得しており、1963年（昭和38年）には日米水泳大会の中学生の部に選手を派遣している。

## 主な出身者
- 杉村英子 - 柔道家